# Edwin B. Astwood
Edwin B. Astwood (* 19. Dezember 1909 in Hamilton, Bermuda; † 17. Februar 1976 ebenda) war ein US-amerikanischer Endokrinologe an der Tufts University in Medford, Massachusetts. Er ist vor allem für die Entwicklung der Thyreostatika bekannt, Medikamente zur Behandlung der Schilddrüsenüberfunktion.

## Leben und Wirken
Astwood wuchs auf Bermuda auf. Er besuchte das College in Ohio und schloss sein Studium der Medizin am College of Medical Evangelists at Loma Linda University (Kalifornien) und der McGill University (Montreal, Kanada) 1934 mit dem M.D. ab. Als Assistenzarzt arbeitete Astwood unter anderem bei Hans Selye am Royal Victoria Hospital Montreal, bevor er an die Pathologie des Johns Hopkins Hospital nach Baltimore, Maryland wechselte. 1937 erhielt er ein Rockefeller-Stipendium, um an der Harvard University bei Frederick L. Hisaw (1891–1972) in der Endokrinologie zu arbeiten. 1939 erwarb Astwood dort einen Ph.D. und ging zurück an die Johns Hopkins University, um in der dortigen Gynäkologie zu arbeiten. Gemeinsam mit Georgeanna Seegar Jones (1912–2005) entwickelte er eine neue Methode um Pregnandiol im Urin  zu messen, und er beschrieb Luteotropin bei der Ratte. Soma Weiss holte Astwood zurück nach Boston, wo er am Peter Bent Brigham Hospital arbeitete und eine Professur (Assistant Professor) bei Otto Krayer an der Harvard Medical School erhielt.
In Harvard gelangen Astwood wichtige Beiträge zur Physiologie und Pathophysiologie der Schilddrüse. Ausgehend von der Beobachtung das Sulfaguanidin und Phenylthiourea bei Versuchstieren eine Struma verursachten, fand Astwood, dass Thionamide, Sulfonamide und Anilin-Derivate die Synthese von Schilddrüsenhormonen hemmen, indem sie mit der Organbindung des Jods interferierten. Thiocyanate und Perchlorate dagegen hemmen die Pumpe, die Jod gegen ein Konzentrationsgefälle in die Schilddrüsenzelle pumpen (heute bekannt als Natrium-Iodid-Symporter). Astwood übertrug seine Erkenntnisse in die Behandlung von Patioenten mit Schilddrüsenüberfunktion und fand, dass Propylthiouracil unter den getesteten Substanzen die geringste Nebenwirkungsrate hatte. Astwood führte auch Untersuchungen mit radioaktivem Jod zur quantitativen Bestimmung der Jodaufnahme in der Schilddrüse durch. So konnte er feststellen, dass die Hemmung der Jodaufnahme durch Thiamazol 100-mal stärker war als die durch Propylthiouracil. Astwoods Untersuchungen sind heute noch die Basis für Funktionstests der Schilddrüse (wie dem Perchlorat-Depletions-Test) und der Hypophyse.
Astwood wechselte 1945 als Professor für Innere Medizin an die Tufts University Medical School (ebenfalls in Boston), wo er gleichzeitig als Oberarzt am New England Medical Center Hospital sowie am J. H. Pratt Diagnostic Hospital und am Boston Dispensary arbeiten und ein großes endokrinologisches Forschungslabor aufbauen konnte. 1952 erhielt er eine ordentliche Professur an der Tufts University. Hier befasste sich Astwood weiter mit der Achse Hypophyse–Schilddrüse (heute bekannt als thyreotroper Regelkreis) und ihrer Bedeutung für das Größenwachstum der Schilddrüse und re-etablierte die Therapie der Struma mit Schilddrüsenhormonen. Weitere Arbeiten Astwoods befassten sich mit dem Adrenocorticotropin (ACTH), den Methoden, es aus Rinderhypophysen zu extrahieren und seinen biochemischen und physikalischen Eigenschaften. Darüber hinaus beschäftigte er sich mit der Wirkung von ACTH und Growth Hormone (GH, Somatropin) auf den Fettstoffwechsel.
1973 wurde Astwood emeritiert, arbeitete aber noch weiter als Arzt. Astwood war seit 1937 mit Sara (Sally) Merritt verheiratet. Das Paar hatte zwei Kinder.

## Auszeichnungen (Auswahl)
- 1945 Harvey Lecture
- 1949 Mitglied der American Academy of Arts and Sciences[1]
- 1954 Albert Lasker Award for Basic Medical Research[2]
- 1957 Mitglied der National Academy of Sciences
- 1967 Ehrendoktorat der University of Chicago
- 1967 Fred Conrad Koch Award

Die Endocrine Society vergibt seit 1977 die Edwin B. Astwood Award Lecture.